# August Le Gras

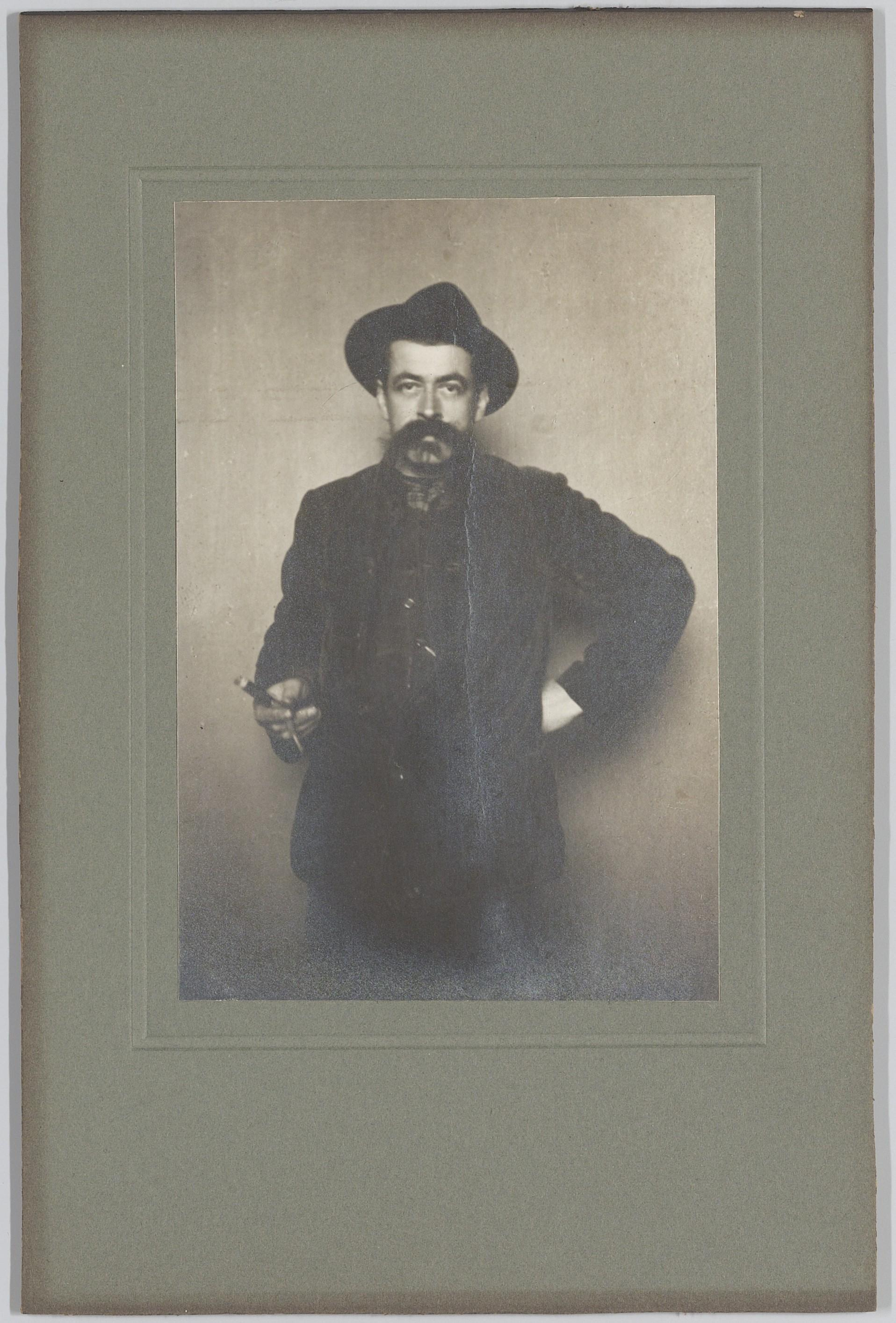
August Le Gras (um 1900)

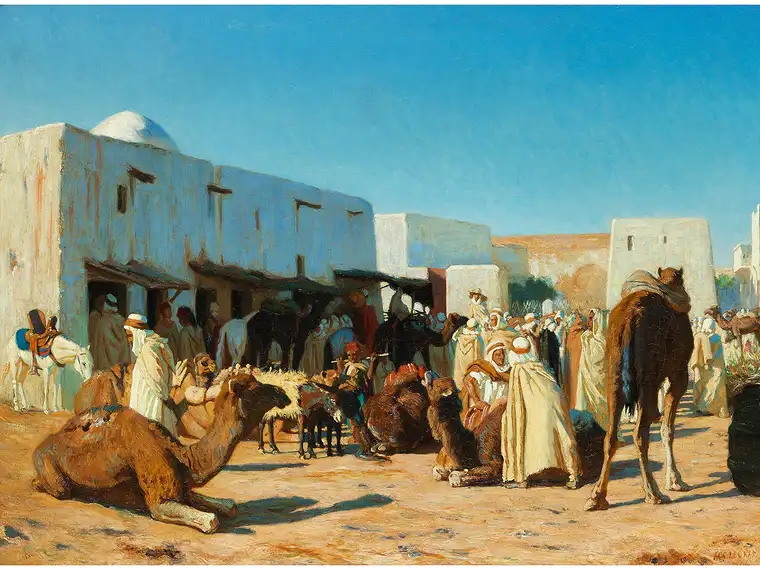
Orientalischer Kamelmarkt

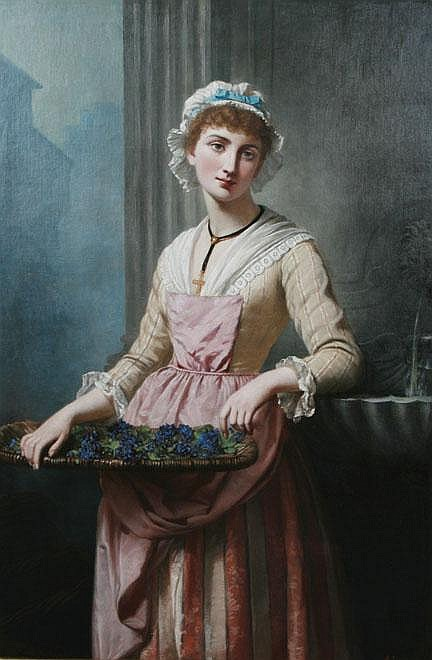
Die Veilchenverkäuferin

August Johannes Le Gras (Legras, * 21. Februar 1864 in Amsterdam; † 1. November 1915 in Laren (Noord-Holland)) war ein niederländischer Tier- und Orientalismusmaler, Zeichner und Radierer.

## Leben
Le Gras begann schon in seiner Kindheit 1875 als Hilfsdiener des Amtsgerichtes und danach als Büroangestellter einer Likörbrennerei zu arbeiten. Später führte er drei Jahre lang eine Schenke und Spirituosenhandlung. Er studierte von 1879 bis 1887 an der Rijksakademie van beeldende kunsten in Amsterdam unter der Leitung von August Allebé, Barend Wijnveld und Rudolf Stang. Danach bildete er sich autodidaktisch weiter.
Le Gras lebte und arbeitete bis 1891 in Amsterdam (vorübergehend 1890 in Baam), unternahm Studienreisen nach Algerien, kehrte gelegentlich nach Amsterdam zurück, wohnte 1900–1901 in Hilversum, 1901–1905 in Blaricum und ab 1905 in der Künstlerkolonie Laren (Noord-Holland); dann reiste er wieder nach Tunis und Algier. 1899 heiratete er. Das Ende seines Lebens verbrachte er in Laren. Dort hielt er eine Reihe verschiedener Tiere und züchtete afrikanische Rassehunde.
Zunächst fertigte Le Gras Porträts nach Fotografien an, um seinen Lebensunterhalt zu verdienen. Später widmete er sich Tierzeichnungen, zu denen er sich insbesondere im Amsterdamer zoologischen Garten Artis inspirieren ließ. Dort erhielt er einen Arbeitsraum, wo 1882 sein erstes Gemälde Toter Affe entstand. Für Frans Ernst Blaauw zeichnete er Exemplare aus dessen exotischer Tiersammlung in 's-Graveland. Zu seinen Förderern gehörten auch der Schriftsteller Frans Mijnssen (1872–1954), mit dem er 1891 zusammen nach Algier und Tunis reiste sowie Bierbrauer Heineken senior, der Le Gras mit dem Malen seiner Pferde beauftragte und seine Studienreise nach Algier bezahlte. Nach dessen Tod musste Le Gras in die Niederlande heimkehren, wo er wieder als Porträtmaler tätig war. 
Später finanzierte der Mäzen Jan van Eeghen eine weitere Reise nach Afrika, auf der Le Gras zahlreiche Studien anfertigte, die er nach seiner Rückkehr zu skizzenartigen Gemälden und Zeichnungen (Sepia, Öl und Pastell) sowie Farbradierungen ausarbeitete. Dabei entstanden Tierstücke, aber auch Stadt- und Dorfansichten, Stallinterieurs und Stillleben. Neben der Tiermalerei beschäftigte Le Gras sich während der Afrika-Studienreisen mit der Orientalismusmalerei. Später wurden Heidelandschaften und düstere Kuhställe zu seinen bevorzugten Sujets. 
Le Grad signierte mit „August Legras“. Seine Werke können als Überleitung von der älteren zur jüngeren Generation der Gooiland-Maler eingestuft werden, auch wenn er mit ihnen unter den Larener Künstlern eine eigenständige Position vertrat. Er war Mitglied des „Club De Tien“, zu dem unter anderem auch Emanuel van Beever und Co Breman gehörten, sowie von „Arti et Amicitiae“ in Amsterdam. Von 1886 bis 1905 zeigte er seine Werke u. a. auf Ausstellungen in Amsterdam, Den Haag und Rotterdam.
Le Gras erteilte anderen Künstlern Zeichenunterricht. Zu seinen Schülern gehörte Lou Loeber. Er betätigte sich auch schriftstellerisch und veröffentlichte Reisebriefe (1911/1912).
1916 fand postum eine Einzelausstellung im Stedelijk Museum statt. Werke von Le Gras befinden sich außerdem beispielsweise im Rijksprentenkabinet in Amsterdam, Drents Museum, Goois Museum Hilversum, Singer Laren und Naturalis.